# Campeonato Sul e Centro-Americano de Handebol Feminino
O Campeonato de Handebol Feminino da América do Sul e Central é a competição oficial das seleções nacionais seniores de handebol da América do Sul e da América Central e acontece a cada dois anos. Além de coroar as campeãs da América do Sul e Central, o torneio também serve como torneio classificatório para o Campeonato Mundial de Handebol. A primeira edição foi realizada em 2018.

## Edições
| 2018 Detalhes | Brasil    | Brasil | Pontos corridos | Argentina | Paraguai | Pontos corridos | Chile    |
| 2021 Detalhes | Paraguai  | Brasil | Pontos corridos | Argentina | Paraguai | Pontos corridos | Uruguai  |
| 2022 Detalhes | Argentina | Brasil | Pontos corridos | Argentina | Chile    | Pontos corridos | Uruguai  |
| 2024 Detalhes | Brasil    | Brasil | Pontos corridos | Argentina | Uruguai  | Pontos corridos | Paraguai |

## Quadro de Medalhas
| Ordem | País      | Medalha de ouro | Medalha de prata | Medalha de bronze |   |
| ----- | --------- | --------------- | ---------------- | ----------------- | - |
| 1     | Brasil    | 4               | 0                | 0                 | 4 |
| 2     | Argentina | 0               | 4                | 0                 | 4 |
| 3     | Paraguai  | 0               | 0                | 2                 | 2 |
| 4     | Chile     | 0               | 0                | 1                 | 1 |
| 5     | Uruguai   | 0               | 0                | 1                 | 1 |

## Nações Participantes
| País        | 2018 | 2021 | 2022 | 2024 | Edições |
| Argentina   | 2º   | 2º   | 2º   | 2º   | 4       |
| Bolívia     | •    | 6º   | •    | •    | 1       |
| Brasil      | 1º   | 1º   | 1º   | 1º   | 4       |
| Chile       | 4º   | 5º   | 3º   | 5º   | 4       |
| El Salvador | •    | •    | •    | 6º   | 1       |
| Nicarágua   | •    | w/d  | •    | •    | 0       |
| Paraguai    | 3º   | 3º   | 5º   | 4º   | 4       |
| Uruguai     | 5º   | 4º   | 4º   | 3º   | 4       |
| Total       | 5    | 6    | 5    | 6    |         |